# Коломейцев, Виктор Андреевич
Ви́ктор Андре́евич Коломе́йцев (р. 1 июня 1953, Крайновка, Дагестанская АССР, СССР) — российский политический деятель. Депутат Государственной Думы третьего (1999—2003), пятого (2007—2011) и шестого созывов (с 2011), член фракции КПРФ. Заместитель председателя Центральной Контрольно-ревизионной комиссии КПРФ.

## Биография
Родился 1 июня 1953 года в селе Крайновка Дагестанской АССР. В 1980 году окончил Всесоюзный заочный электротехнический институт связи. Служил в армии, работал электромонтёром, электромехаником, начальником цеха, главным инженером.
В 1991—1992 годах возглавлял Батайскую городскую организацию КПСС. В 1991—1993 годах — председатель Батайского городского совета народных депутатов. В 1990—1993 годах избирался народным депутатом Ростовского областного совета. В 1994 году избран депутатом Законодательного собрания Ростовской области. В 1990 году окончил Ростовскую высшую партийную школу, в 1996 году — Ростовский государственный университет.
С 1997 по 1999 год — мэр города Батайска.
В 1999 году избран депутатом Государственной Думы третьего созыва и в связи с этим сложил с себя полномочия мэра Батайска. В 2003 году баллотировался на выборах в Государственную Думу РФ четвёртого созыва по федеральному списку КПРФ, однако избран не был. С 2003 года — первый секретарь Ростовского обкома КПРФ. Занимал должность помощника депутата Госдумы Леонида Иванченко.
В марте 2004 года Коломейцев участвовал в выборах мэра Батайска, получив 24,52 % голосов и проиграв действующему мэру, кандидату от «Единой России» Валерию Путилину с 68,91 % голосов.
В 2007 году избран депутатом Государственной Думы пятого созыва по избирательному списку КПРФ в Ростовской области. На выборах в Госдуму КПРФ получила в области 11,8 % голосов, что дало ей право на два депутатских мандата. Вместе Виктором Коломейцевым в Госдуму прошёл его однофамилец — председатель горкома партии Николай Коломейцев. Член комитета Госдумы по бюджету и налогам. В Госдуме выступал с критикой правительства, требуя увеличения социальных обязательств федерального бюджета.
В ноябре 2008 года вошёл в состав Центрального комитета КПРФ.
В 2011 году избран депутатом Государственной Думы шестого созыва по избирательному списку КПРФ в Ростовской области, член фракции КПРФ, член комитета ГД по бюджету и налогам, член комиссии ГД по строительству зданий и сооружений, предназначенных для размещения Парламентского центра, член комиссии ГД по рассмотрению расходов федерального бюджета, направленных на обеспечение национальной обороны, национальной безопасности и правоохранительной деятельности.
Женат, два сына.

## Награды
- Почётная грамота Президента Российской Федерации (12 марта 2014 года) — за достигнутые трудовые успехи, многолетнюю плодотворную работу, активную законотворческую деятельность[8]
- Медаль «МПА СНГ. 25 лет» (27 марта 2017 года, Межпарламентская ассамблея СНГ) — за заслуги в деле развития и укрепления парламентаризма, за вклад в развитие и совершенствование правовых основ функционирования Содружества Независимых Государств, укрепление международных связей и межпарламентского сотрудничества[9]